# 大江裕
大江 裕（おおえ ゆたか、1989年11月16日 - ）は、大阪府岸和田市出身の演歌歌手である。北島音楽事務所を経て株式会社クラウンミュージック所属。

## 経歴
2007年2月18日に放送されたTBS系『さんまのSUPERからくりTV』のコーナー企画「全国かえうた甲子園」の大阪代表として出場。平成生まれの高校生(当時)でありながら演歌好き、敬語で話す礼儀正しいキャラクターで「演歌高校生」として注目を浴びた。のちに高校を中退したが、その後も同番組で「演歌浪人」「演歌一般人」と紹介され、TBSアナウンサー・安住紳一郎の勧めでデモテープを送った北島音楽事務所の目に留まり、2009年に北島三郎の内弟子の経験をもたない初の北島ファミリーとして歌手デビューした。
番組では素人時代からデビューに至るまでを追い続けており、大江のデビュー曲発売日である2009年2月15日放送の番組内で「のろま大将」を披露、オリコンチャート最高位28位（演歌部門5位）を記録した。
2010年11月、公演中に突然過呼吸が襲い、あまりの苦しさから、そのまま救急車で運ばれた。人前で歌える状態ではなかったという。病気療養のため、歌手活動を休業することが同年12月2日付にて所属事務所から発表され、これに伴って2011年1月12日発売予定だったシングル「北風大将」も発売未定となったほか、公式ブログ「恐れいります〜ぅ。大江裕です」も閉鎖された。
2012年3月7日、シングル『ふる里はいま…』の発表を兼ねた復帰会見を行い、パニック障害を発症していたことを告白、同年3月8日付で活動再開が発表された。4月29日にはデビューのきっかけとなった「SUPERからくりTV」に出演し、「大好きな音楽も聴けない、テレビも見られない、人の目が怖くて家から一歩も外に出られなかった」と闘病の日々を告白。北島から付き人として迎えられたが休憩時間に配慮がとられていたことや、北島と一緒の時には歌うことができても単独では困難であったことを明かした。 今は歌手活動の復帰を果たしている。
2017年7月23日、地元岸和田市の観光大使に就任。
2018年からは北山たけしとともに「北島兄弟」を結成し、ソロと並行して活動を開始。第60回輝く!日本レコード大賞（TBSテレビ・ラジオ）の企画賞を受賞。大晦日には師匠北島三郎と共に、第69回NHK紅白歌合戦（NHK総合・ラジオ第1、#NHK紅白歌合戦出場歴参照）にも特別枠で出演。
2019年、北島兄弟で全国ツアー、明治座・新歌舞伎座・博多座でコンサートを開催。2020年2月には、北島兄弟で台湾公演を成功させた。
2022年7月13日放送のTBS『水曜日のダウンタウン』の「大江裕なら裏の顔がどんなにヤバくてもさほど違和感なく受け入れられちゃう説」に仕掛け人として出演し、怪演が反響を呼んだ。

## 人物
身長175cm、体重100kg。デビュー直前には体重90 kgほどであったが、2018年時点で120 kg。その後、130 kg→95 kg→110 kg（2025年時点）と変動。血液型O型。靴のサイズ30cm。幼い頃から演歌好きの祖父と共に行動していたため、物心付いてから演歌や歌謡曲しか聴いていないという。
角刈りの髪型、誰に対しても敬語で話す低姿勢の態度が特徴的で、他者に手伝ってもらう等の受けた行為に対して「恐れ入ります」と頻繁に返し、ブログのタイトルにする等、定番のフレーズになっている。しばしば自己紹介で「のろま大将、大江裕です」そして「恐れ入りますぅ」「平成生まれの昭和育ち」というフレーズを使っている。
趣味ははさみ将棋。高校時代、よく教頭とはさみ将棋を指していた。しかし単位不足で高校を中退、漢字検定5級不合格と勉学は苦手。

### エピソード
大江に演歌を教え込んだのは、九州生まれで元歌手志望の祖父である。祖父は大江が幼稚園の頃には「将来は歌手になるだろう」と才能を見抜いていた。大江も数多くの老人ホーム等を回っていたが、同級生に演歌好きはおらず、前述の『さんまのSUPERからくりTV』では北島の「函館の女」の替え歌で「クラスで浮いてる角刈り 国語の朗読 演歌調」と歌っていた。
同番組では2009年2月21日に東京・新宿のタワーレコードでミニライブを行った際、「お足元を運んでいただきありがとうございます」と挨拶、さらに「北島先生のように新宿コマ劇場に立ちたい」と前年に閉館した同劇場を目標のステージにあげて笑いを誘った。
演歌以外の音楽についてほとんど知識がなく、バンドのMr.Childrenを知らず「外国の方ですかね」と答えている。CDなどのデジタルオーディオの存在も知らず、日本クラウンからデモディスクを渡されたときも、「かける機械がございません」と言っていた。番組では1980年代に流行した木箱の8トラック＆コンパクトカセットのホームカラオケ機器と小型のテープレコーダーを愛用していた。そのためCDプレーヤーもデモディスクとともにプレゼントされた。
2009年8月、プロ野球公式戦（横浜ベイスターズ主催試合）で始球式を行うことになり、野球の知識・経験が皆無だった大江は自分が右投げか左投げかも判断できずに両方のグローブを用意。その後、工藤公康に右利きと判断され、右投げの三浦大輔から投球方法を教わって本番に臨んだ。
男性であるが、美空ひばりの歌真似を得意としている。

## 出演
| 作品名                                                                | 放送局                   | 放送日時                               | 備考 |
| --------------------------------------------------------------------- | ------------------------ | -------------------------------------- | --- |
| さんまのSUPERからくりTV                                               | TBS                      | 2007年 -                               | |
| NHK歌謡コンサート                                                     | NHK総合                  | 2009年3月3日                           | |
| ラジかるッ                                                            | 日本テレビ               | 2009年3月6日                           | |
| せやねん!                                                             | 毎日放送                 | 2009年3月14日                          | |
| 森田一義アワー 笑っていいとも!                                        | フジテレビ               | 2009年5月26日                          | |
| プライムH とことん!ふるさとステージ                                   | NHK総合 (北海道ローカル) | 2009年6月5日                           | せたな町での収録で同じ事務所に所属する先輩である小金沢昇司とともにゲスト出演                                 |
| NHKのど自慢                                                           | NHK総合、NHKラジオ第1    | 2009年9月13日                          | 奈良県大和郡山市（NHK奈良制作）                                                                              |
| ものまね紅白歌合戦                                                    | フジテレビ               | 2009年9月29日                          | |
| 関口宏の東京フレンドパークII                                          | TBS                      | 2009年10月22日                         | |
| 秘密のケンミンSHOW                                                    | 読売テレビ               | 2010年11月4日                          | |
| ぶっこみジャパニーズ★大好評第3弾★爆笑世界のニセジャパンをドッキリ退治 | TBS                      | 2014年12月24日                         | |
| 有吉反省会                                                            | 日本テレビ               | 2016年2月6日                           | |
| 新・BS日本のうた                                                      | NHK BSプレミアム         | 2016年11月13日 (再放送11月19日)        | 岐阜県土岐市にて収録                                                                                         |
| 第54回歌謡チャリティーコンサート                                      | NHK総合 （東京）         | 2016年11月22日静岡市民文化会館にて収録 | |
| 有吉反省会                                                            | 日本テレビ               | 2017年11月18日                         | |
| 演歌の乱                                                              | TBS                      | 2017年12月9日                          | 高橋真梨子『for you…』をカバー                                                                               |
| 芸道56年 男の歴史 北島三郎 〜伝承そして感謝〜                         | BS-TBS                   | 2018年01月04日                         | |
| 第60回 輝く!日本レコード大賞                                          | TBS、 TBSラジオ          | 2018年12月30日                         | |
| ミリオンヒット音楽祭 演歌の乱                                         | TBS                      | 2019年3月26日                          | 一青窈『ハナミズキ』をカバー                                                                                 |
| 芸能人ポンコツ脱出GP〜できない自分を乗り越えろ〜                      | テレビ東京               | 2019年7月12日                          | |
| NHKのど自慢                                                           | NHK総合、NHKラジオ第1    | 2019年10月20日                         | 兵庫県明石市（NHK神戸制作）                                                                                  |
| うたコン                                                              | NHK総合                  | 2019年10月22日                         | NHKホール |
| わが心の大阪メロディー                                                | NHK総合 （大阪）         | 2019年10月29日                         | 大阪NHKホール                                                                                                |
| バラエティー生活笑百科                                                | NHK総合 （大阪）         | 2019年12月28日                         | |
| 第52回年忘れにっぽんの歌                                              | テレビ東京               | 2019年12月31日                         | |
| 土曜ワイドラジオTOKYO ナイツのちゃきちゃき大放送                      | TBSラジオ                | 2020年3月7日                           | |
| にっぽん!春の歌祭り                                                   | テレビ東京               | 2020年4月10日                          | |
| 上沼恵美子のおしゃべりクッキング                                      | 朝日放送テレビ           | 2020年4月13日～17日                    | |
| DJ壇蜜のSM スペシャルセレクション                                     | NHKラジオ第1、NHK-FM     | 2020年5月5日                           | |
| ごごウタ                                                              | NHK総合                  | 2020年7月16日                          | |
| 快傑えみちゃんねる                                                    | 関西テレビ               | 2020年7月17日                          | |
| 五木ひろしが選び歌う 古賀政男 永遠の名曲25選                          | BS-TBS                   | 2020年8月7日                           | |
| ぶらぶらサタデー タカトシ温水の路線バスで!                            | フジテレビ               | 2020年8月15日                          | |
| 芸能人が本気で考えた!ドッキリGP                                       | フジテレビ               | 2021年1月23日                          | |
| 安住紳一郎の日曜天国                                                  | TBSラジオ                | 2021年6月6日                           | |
| 水曜日のダウンタウン                                                  | TBS                      | 2022年7月13日                          | 番組内の企画「大江裕なら裏の顔がどんなにヤバくてもさほど違和感なく受け入れられちゃう説」に仕掛け人として出演 |
| 有吉の!みんなは触れてこないけどホントは聞いてほしい話                 | 日本テレビ               | 2023年4月15日                          | バニック症に襲われた過去を語る                                                                               |
| 秋山ロケの地図                                                        | テレビ東京               | 2024年1月30日、 2月6日                 | |
| 大江裕の北海道湯るり旅                                                | HBC                      | 2024年3月31日 2024年11月2日(松前編)    | 不定期番組                                                                                                   |
| NHKのど自慢                                                           | NHK総合、NHK-FM          | 2024年8月11日                          | 愛知県武豊町（NHK名古屋制作）                                                                                |

### NHK紅白歌合戦出場歴
| 年度/放送回               | 回 | 曲目     | 出演順 | 対戦相手 | 備考             |
| ------------------------- | -- | -------- | ------ | -------- | ---------------- |
| 2018年（平成30年）/第69回 | 初 | ブラザー | 33/49  | 特別企画 | 北山たけしと共演 |

### テレビドラマ
- ケイジとケンジ、時々ハンジ。 第6話（2023年5月18日、テレビ朝日）- 赤川茂（無銭飲食常習犯）役

### CM
- サントリー「インテリゲン」※平岡祐太と共演
- タマホーム※北島三郎・北山たけしと共演
- 東洋水産「マルちゃん ZUBAAAN!」 ※WebCMおよびSNS広告のみ起用

## ディスコグラフィ

### シングル
- 全て日本クラウンからリリース。

| #  | 発売日          | 曲順 | タイトル                      | 作詞              | 作曲     | 編曲       | オリコン 最高順位 | 規格品番           |
| -- | --------------- | ---- | ----------------------------- | ----------------- | -------- | ---------- | ----------------- | ------------------ |
| 1  | 2009年 2月15日  | 01   | のろま大将                    | 仁井谷俊也        | 原譲二   | 南郷達也   | 27位              | CRCN-1397          |
| 1  | 2009年 2月15日  | 02   | なんか一丁やったろかい        | 仁井谷俊也        | 原譲二   | 南郷達也   | 27位              | CRCN-1397          |
| 2  | 2010年 1月11日  | 01   | 夕焼け大将                    | 高木知明          | 原譲二   | 南郷達也   | 25位              | CRCN-1453          |
| 2  | 2010年 1月11日  | 02   | 真実この道はるかなり          | 原譲二            | 原譲二   | 南郷達也   | 25位              | CRCN-1453          |
| 3  | 2010年 7月21日  | 01   | ニッポン道中いただきます      | 麻こよみ          | 徳久広司 | 丸山雅仁   | -                 | CRCN-1484          |
| 3  | 2010年 7月21日  | 02   | ごきげんソング♪               | 大地土子          | 大地土子 | 丸山雅仁   | -                 | CRCN-1484          |
| 4  | 2012年 3月28日  | 01   | ふる里は いま…                | 原譲二            | 原譲二   | 丸山雅仁   | -                 | CRCN-1612          |
| 4  | 2012年 3月28日  | 02   | 今しばし                      | 原譲二            | 原譲二   | 南郷達也   | -                 | CRCN-1612          |
| 5  | 2012年 9月26日  | 01   | 男の出発                      | 原譲二            | 原譲二   | 丸山雅仁   | -                 | CRCN-1647          |
| 5  | 2012年 9月26日  | 02   | そして明日に                  | 沢村友美也 原譲二 | 原譲二   | 南郷達也   | -                 | CRCN-1647          |
| 6  | 2013年 5月8日   | 01   | みかんの故郷                  | 奥田龍司          | 原譲二   | 南郷達也   | -                 | CRCN-1698          |
| 6  | 2013年 5月8日   | 02   | 日本列島たずね旅              | 下地亜記子        | 原譲二   | 南郷達也   | -                 | CRCN-1698          |
| 7  | 2014年 1月8日   | 01   | 北風大将                      | 仁井谷俊也        | 原譲二   | 南郷達也   | -                 | CRCN-1763          |
| 7  | 2014年 1月8日   | 02   | 青春の翼                      | 中谷純平          | 原譲二   | 南郷達也   | -                 | CRCN-1763          |
| 8  | 2014年 9月3日   | 01   | こころ変わり                  | 伊藤美和          | 小田純平 | 矢田部正   | -                 | CRCN-1818          |
| 8  | 2014年 9月3日   | 02   | 女のはぐれ唄                  | かず翼            | 小田純平 | 矢田部正   | -                 | CRCN-1818          |
| 9  | 2015年 5月27日  | 01   | おんなの嘘                    | 伊藤美和          | 徳久広司 | 前田俊明   | -                 | CRCN-1876          |
| 9  | 2015年 5月27日  | 02   | おんなの花道                  | 伊藤美和          | 徳久広司 | 前田俊明   | -                 | CRCN-1876          |
| 10 | 2016年 3月9日   | 01   | こゝろ雨                      | 伊藤美和          | 徳久広司 | 南郷達也   | -                 | CRCN-1947          |
| 10 | 2016年 3月9日   | 02   | だんじり育ち                  | 伊藤美和          | 徳久広司 | 南郷達也   | -                 | CRCN-1947          |
| 11 | 2016年 10月26日 | 01   | 御免なすって                  | 原譲二            | 原譲二   | 伊戸のりお | -                 | CRCN-1997          |
| 11 | 2016年 10月26日 | 02   | 赤城恋しや                    | 仁井谷俊也        | 原譲二   | 伊戸のりお | -                 | CRCN-1997          |
| 11 | 2016年 10月26日 | 03   | 親のない子の子守唄            | 原譲二            | 原譲二   | 鈴木操     | -                 | CRCN-1997          |
| 12 | 2017年 6月28日  | 01   | 檜舞台                        | 仁井谷俊也        | 岡千秋   | 丸山雅仁   | -                 | CRCN-8069          |
| 12 | 2017年 6月28日  | 02   | おんなの夢                    | 伊藤美和          | 徳久広司 | 南郷達也   | -                 | CRCN-8069          |
| 13 | 2018年 3月21日  | 01   | 大樹のように                  | 伊藤美和          | 原譲二   | 蔦将包     | 39位              | CRCN-8132          |
| 13 | 2018年 3月21日  | 02   | さすらいの旅人                | 原譲二            | 原譲二   | 蔦将包     | 39位              | CRCN-8132          |
| 14 | 2020年 2月12日  | 01   | 泥んこ大将                    | 原譲二            | 原譲二   | 遠山敦     | 50位              | CRCN-8316 (通常盤) |
| 14 | 2020年 2月12日  | 02   | 母の声                        | 原譲二            | 原譲二   | 遠山敦     | 50位              | CRCN-8316 (通常盤) |
| 14 | 2020年 9月30日  | 02   | 東京                          | 伊藤美和          | 小田純平 | 矢田部正   | 50位              | CRCN-8359 (追撃盤) |
| 14 | 2020年 9月30日  | 03   | のろま大将 (ライブバージョン) | 仁井谷俊也        | 原譲二   | 南郷達也   | 50位              | CRCN-8359 (追撃盤) |
| 15 | 2021年 4月21日  | 01   | 登竜門                        | 伊藤美和          | 徳久広司 | 南郷達也   | 38位              | CRCN-8398          |
| 15 | 2021年 4月21日  | 02   | ありがとうの空                | もりちよこ        | 原譲二   | 遠山敦     | 38位              | CRCN-8398          |
| 16 | 2022年 2月23日  | 01   | 願い星                        | 原譲二            | 原譲二   | 遠山敦     | 47位              | CRCN-8467          |
| 16 | 2022年 2月23日  | 02   | 花虎の道                      | 原譲二            | 原譲二   | 鈴木豪     | 47位              | CRCN-8467          |
| 17 | 2023年 2月15日  | 01   | 時代の海                      | 原譲二            | 原譲二   | 遠山敦     | 34位              | CRCN-8549          |
| 17 | 2023年 2月15日  | 02   | ふるさと太鼓                  | 下地亜記子        | 原譲二   | 南郷達也   | 34位              | CRCN-8549          |
| 18 | 2023年 8月2日   | 01   | 城崎しぐれ月                  | さくらちさと      | 岡千秋   | 南郷達也   | 26位              | CRCN-8586          |
| 18 | 2023年 8月2日   | 02   | 愛をこめてありがとう          | 円香乃            | 大谷明裕 | 竹内弘一   | 26位              | CRCN-8586          |
| 19 | 2024年 2月14日  | 01   | 高山の女よ                    | さくらちさと      | 岡千秋   | 石倉重信   | 25位              | CRCN-8638          |
| 19 | 2024年 2月14日  | 02   | ゆたかの感謝節                | かず翼            | 大谷明裕 | 石倉重信   | 25位              | CRCN-8638          |
| 20 | 2024年 11月6日  | 01   | 北海ながれ歌                  | かず翼            | 弦哲也   | 猪股義周   | 27位              | CRCN-8702          |
| 20 | 2024年 11月6日  | 02   | さいはて浪漫                  | さくらちさと      | 弦哲也   | 猪股義周   | 27位              | CRCN-8702          |
| 21 | 2025年 7月23日  | 01   | 十勝秋冬                      | たきのえいじ      | 徳久広司 | 佐藤和豊   | 27位              | CRCN-8761          |
| 21 | 2025年 7月23日  | 02   | 北の縄のれん                  | たきのえいじ      | 徳久広司 | 佐藤和豊   | 27位              | CRCN-8761          |

#### デュエット・シングル
| 発売日         | デュエット | 曲順 | タイトル                 | 作詞     | 作曲     | 編曲     | 規格品番  |
| -------------- | ---------- | ---- | ------------------------ | -------- | -------- | -------- | --------- |
| 2015年 12月2日 | 山口ひろみ | 01   | たこやき日和〜夫婦屋台〜 | 伊藤美和 | 徳久広司 | 前田俊明 | CRCN-1919 |
| 2015年 12月2日 | -          | 02   | 女の残り火 (歌：大江裕)  | 麻こよみ | 四方章人 | 南郷達也 | CRCN-1919 |

#### 配信限定シングル
| 発売日         | タイトル         | 作詞     | 作曲   | 編曲   |
| -------------- | ---------------- | -------- | ------ | ------ |
| 2024年 8月14日 | 太陽のカーニバル | 伊藤美和 | 森脇哲 | 森脇哲 |

### アルバム

#### オリジナル・アルバム
| 発売日        | タイトル                                  | 規格品番       |
| ------------- | ----------------------------------------- | -------------- |
| 2010年4月7日  | 演歌大将・大江裕〜日本列島 歌飛脚I〜      | CRCN-20364     |
| 2019年10月2日 | 愛唱歌                                    | CRCN-20462     |
| 2023年4月5日  | デビュー15周年記念アルバム 明日に向かって | CRCN-41453〜54 |

#### ベスト・アルバム
| 発売日         | タイトル                              | 規格品番   |
| -------------- | ------------------------------------- | ---------- |
| 2012年8月8日   | 大江裕 ザ・ベスト                     | CRCN-20375 |
| 2014年11月5日  | 大江裕 ベスト〜北風大将・のろま大将〜 | CRCN-41189 |
| 2015年11月4日  | 全曲集〜こころ変わり・のろま大将〜    | CRCN-41219 |
| 2016年11月2日  | 全曲集〜こゝろ雨・のろま大将〜        | CRCN-41247 |
| 2017年12月13日 | 大江裕 プレミアムベスト               | CRCN-41262 |
| 2018年9月5日   | 全曲集〜檜舞台・のろま大将〜          | CRCN-41301 |
| 2021年9月8日   | 全曲集〜泥んこ大将・のろま大将〜      | CRCN-41374 |

#### カバー・アルバム
| 発売日         | タイトル                 | 規格品番   |
| -------------- | ------------------------ | ---------- |
| 2016年5月7日   | 女性歌謡名曲選           | CRCN-20422 |
| 2021年11月17日 | TRY〜大江裕J-POPを歌う〜 | CRCN-20478 |

### 映像作品

#### ミュージック・ビデオ
| 発売日       | タイトル                       | 規格 | 規格品番 |
| ------------ | ------------------------------ | ---- | -------- |
| 2019年8月7日 | ミュージックビデオコレクション | DVD  | CRBN-81  |

### タイアップ曲
| 年     | 楽曲             | タイアップ                |
| ------ | ---------------- | ------------------------- |
| 2024年 | 太陽のカーニバル | NHK「みんなのうた」挿入歌 |